# Конвой PQ 14
Конвой PQ 14 (англ. Convoy PQ 14) — арктичний конвой транспортних і допоміжних суден у кількості 21 одиниць, який у супроводженні союзних кораблів ескорту прямував від берегів Шотландії та Ісландії до радянських портів Мурманськ та Архангельськ. Конвой вийшов 26 березня 1942 року з шотландського Обана, 8 квітня — від берегів Ісландії. Через складні погодні умови та зазнані від льоду пошкодження 16 суден та 2 ескортні кораблі були змушені повернути назад. Одне судно Empire Howard було потоплено німецьким підводним човном. Вцілілі сім транспортних суден з вантажем 19 квітня 1942 року прибули до порту Мурманська.

## Історія конвою
Арктичний конвой PQ 14 складався з 24 транспортних суден і очолювався комодором Е. Різом. Ближній ескорт складався з двох тральщиків і чотирьох протичовнових траулерів, до яких пізніше приєднався океанський ескорт у складі крейсера «Единбург» під командуванням контрадмірала С. Б. Картера, а також чотирьох есмінців і чотирьох корветів.
8 квітня 1942 року PQ 14 відплив з Ісландії. 9 квітня на південний захід від острова Ян-Маєн до конвою приєдналися «Единбург» і океанський ескорт. У ніч з 10 на 11 квітня на південний захід від Ян-Маєна конвой натрапив на льодові затори. Унаслідок жорстких погодних умов багато суден було розкидано, деякі отримали серйозні пошкодження від льоду. Згодом 16 суден і 2 кораблі супроводу були змушені повернути назад через пошкодження або нездатність приєднатися до конвою. Решта вісім кораблів разом з «Единбургом» і 12 ескортними кораблями продовжили рух до Мурманська.
Протягом наступних кількох днів PQ 14 не відчував перешкод з боку німецьких військ, хоча його зворотний конвой QP 10 протягом цього періоду зазнавав постійних нападів з боку Крігсмаріне. 15 квітня на схід від острова Ведмежий конвой був виявлений німецькою авіацією, і протягом наступних трьох днів на нього було здійснено кілька атак з повітря та підводними човнами. 16 квітня Empire Howard був уражений торпедою U-403 капітан-лейтенанта Г.-Е. Клаузена і затонув, втративши більшу частину свого екіпажу, включаючи комодора Різа. Того ж дня U-376 обстріляв «Единбург», але не влучив.
17 квітня до конвою приєдналися три радянських есмінці, а 18 квітня — чотири тральщики Королівського флоту, що базувалися на Кольському півострові. Також 18 квітня знявся сильний північно-західний шторм, який поклав край подальшим повітряним атакам. Угруповання німецьких есмінців з Кіркенесу, спробували вийти на перехоплення конвою, але також були змушені повернутися через непогоду.
19 квітня сім суден, що залишилися, увійшли в Кольську губу і прибули до Мурманська.

## Кораблі та судна конвою PQ 14

### Транспортні судна
Позначення
| Назва                       | Прапор                       | Тоннаж (GRT) | Прим.                                      |
| --------------------------- | ---------------------------- | ------------ | ------------------------------------------ |
| RFA Aldersdale (X34) (1937) | Королівський допоміжний флот | 8 402        | танкер-заправник типу «Дейл»               |
| «Андре Марті» (1918)        | СРСР                         | 2 352        | повернулося до Ісландії, потім до Британії |
| «Аркос» (1918)              | СРСР                         | 2 343        | повернулося до Ісландії, потім до Британії |
| Atheltemplar (1930)         | Велика Британія              | 8 992        |                                            |
| Botavon (1912)              | Велика Британія              | 5 848        | повернулося через пошкодження              |
| Briarwood (1930)            | Велика Британія              | 4 019        | судно віце-комодора конвою                 |
| British Corporal (1922)     | Велика Британія              | 6 972        | повернулося через пошкодження              |
| City Of Joliet (1920)       | США                          | 6 167        | повернулося                                |
| Dan-Y-Bryn (1940)           | Велика Британія              | 5 117        |                                            |
| Empire Bard (1942)          | Велика Британія              | 3 114        | Докове судно-кран                          |
| Empire Howard (1941)        | Велика Британія              | 6 985        | судно комодора конвою І. Різа              |
| Exterminator (1924)         | Панама                       | 6 115        | 12 квітня повернулося                      |
| Francis Scott Key (1941)    | США                          | 7 191        | судно класу «Ліберті» повернулося          |
| Hegira (1919)               | США                          | 7 588        | повернулося                                |
| Hopemount (1929)            | Велика Британія              | 7 434        |                                            |
| Ironclad (1919)             | США                          | 5 685        | перейшло з конвою QP 10                    |
| Minotaur (1918)             | США                          | 4 554        | повернулося                                |
| Mormacrio (1919)            | США                          | 5 940        | повернулося                                |
| Pieter de Hoogh (1941)      | Нідерланди                   | 7 168        | повернулося                                |
| Seattle Spirit (1919)       | США                          | 5 627        | повернулося                                |
| «Сухона» (1918)             | СРСР                         | 3 124        | повернулося                                |
| Trehata (1928)              | Велика Британія              | 4 817        |                                            |
| West Cheswald (1919)        | США                          | 5 711        |                                            |
| West Gotomska (1918)        | США                          | 5 728        | повернулося через пошкодження              |
| Yaka (1920)                 | США                          | 5 432        |                                            |

### Кораблі ескорту
| З Обана до Ісландії        |                                         |                                         |                     |
| «Емб'юскейд»               | Військово-морські сили Великої Британії | ескадрений міноносець типу «Емб'юскейд» | 26 березня-3 квітня |
| «Бульдог»                  | Військово-морські сили Великої Британії | ескадрений міноносець типу «B»          | 26 березня-3 квітня |
| «Блискавиця»               | Військово-морські сили Польщі           | ескадрений міноносець типу «Грім»       | 26 березня-3 квітня |
| «Річмонд»                  | Військово-морські сили Великої Британії | ескадрений міноносець типу «Таун»       | 26 березня-3 квітня |
| З Ісландії до Мурманська   |                                         |                                         |                     |
| «Амазон»                   | Військово-морські сили Великої Британії | ескадрений міноносець типу «Амазон»     | 12-19 квітня        |
| «Бігль»                    | Військово-морські сили Великої Британії | ескадрений міноносець типу «B»          | 12-19 квітня        |
| «Бедуїн»                   | Військово-морські сили Великої Британії | ескадрений міноносець типу «Трайбл»     | 12-18 квітня        |
| «Біве»                     | Військово-морські сили Великої Британії | ескортний міноносець типу «Хант»        | 12-13 квітня        |
| «Беверлі»                  | Військово-морські сили Великої Британії | ескадрений міноносець типу «Таун»       | 12-19 квітня        |
| «Бульдог»                  | Військово-морські сили Великої Британії | ескадрений міноносець типу «B»          | 12-19 квітня        |
| «Кампанула»                | Військово-морські сили Великої Британії | корвет типу «Флавер»                    | 12-19 квітня        |
| HMT Chiltern               | Військово-морські сили Великої Британії | протичовновий траулер                   | 8-12 квітня         |
| «Дюк оф Йорк»              | Військово-морські сили Великої Британії | лінійний корабель типу «Кінг Джордж V»  | 12-18 квітня        |
| HMS Duncton (T220)         | Військово-морські сили Великої Британії | військовий траулер                      | 12-13 квітня        |
| «Ескапейд»                 | Військово-морські сили Великої Британії | ескадрений міноносець типу «E»          | 12-18 квітня        |
| «Ескімо»                   | Військово-морські сили Великої Британії | ескадрений міноносець типу «Трайбл»     | 12-18 квітня        |
| «Фокнор»                   | Військово-морські сили Великої Британії | лідер ескадрених міноносців типу «F»    | 12-18 квітня        |
| «Форсайт»                  | Військово-морські сили Великої Британії | ескадрений міноносець типу «F»          | 12-19 квітня        |
| «Форестер»                 | Військово-морські сили Великої Британії | ескадрений міноносець типу «F»          | 12-19 квітня        |
| «Госсамер»                 | Військово-морські сили Великої Британії | тральщик типу «Гальсіон»                | 18-19 квітня        |
| «Харрієр»                  | Військово-морські сили Великої Британії | тральщик типу «Гальсіон»                | 18-19 квітня        |
| «Гебе»                     | Військово-морські сили Великої Британії | тральщик типу «Гальсіон»                | 8-13 квітня         |
| «Гусар»                    | Військово-морські сили Великої Британії | тральщик типу «Гальсіон»                | 18-19 квітня        |
| «Кент»                     | Військово-морські сили Великої Британії | важкий крейсер типу «Каунті»            | 12-20 квітня        |
| «Кінг Джордж V»            | Військово-морські сили Великої Британії | лінійний корабель типу «Кінг Джордж V»  | 12-18 квітня        |
| «Ледбарі»                  | Військово-морські сили Великої Британії | ескортний міноносець типу «Хант»        | 12-18 квітня        |
| HMS Lord Austin (FY220)    | Військово-морські сили Великої Британії | протичовновий траулер                   | 8-19 квітня         |
| HMT Lord Middleton (FY219) | Військово-морські сили Великої Британії | протичовновий траулер                   | 8-19 квітня         |
| «Матчлес»                  | Військово-морські сили Великої Британії | ескадрений міноносець типу «M»          | 12-18 квітня        |
| «Міддлтон»                 | Військово-морські сили Великої Британії | ескортний міноносець типу «Хант»        | 12-18 квітня        |
| «Найджер»                  | Військово-морські сили Великої Британії | тральщик типу «Гальсіон»                | 18-19 квітня        |
| «Найджерія»                | Військово-морські сили Великої Британії | легкий крейсер типу «Коронна колонія»   | 12-18 квітня        |
| «Норфолк»                  | Військово-морські сили Великої Британії | важкий крейсер типу «Каунті»            | 10-17 квітня        |
| HMS Northern Wave (FY153)  | Військово-морські сили Великої Британії | протичовновий траулер                   | 8-12 квітня         |
| «Оффа»                     | Військово-морські сили Великої Британії | ескадрений міноносець типу «O»          | 12-18 квітня        |
| «Онслоу»                   | Військово-морські сили Великої Британії | лідер ескадрених міноносців типу «O»    | 12-18 квітня        |
| «Оксліп»                   | Військово-морські сили Великої Британії | корвет типу «Флавер»                    | 12-19 квітня        |
| «Саксіфрейдж»              | Військово-морські сили Великої Британії | корвет типу «Флавер»                    | 12-19 квітня        |
| «Сноуфлейк»                | Військово-морські сили Великої Британії | корвет типу «Флавер»                    | 8-19 квітня         |
| «Сомалі»                   | Військово-морські сили Великої Британії | ескадрений міноносець типу «Трайбл»     | 12-18 квітня        |
| «Спіді»                    | Військово-морські сили Великої Британії | тральщик типу «Гальсіон»                | 8-13 квітня         |
| «Вікторіос»                | Військово-морські сили Великої Британії | авіаносець типу «Іластріас»             | 12-18 квітня        |
| «Вітленд»                  | Військово-морські сили Великої Британії | ескортний міноносець типу «Хант»        | 12-13 квітня        |
| «Вілтон»                   | Військово-морські сили Великої Британії | ескортний міноносець типу «Хант»        | 8-12 квітня         |